# بروک مک‌کارتی - ویلیامز
بروک مک‌کارتی - ویلیامز (انگلیسی: Brooke McCarty–Williams؛ زادهٔ ۲ اکتبر ۱۹۹۵) بازیکن بسکتبال اهل ایالات متحده آمریکا است.